# Estêvão Iavorski
Estêvão (em russo:  Стефа́н; nascido: em russo:  Симеон Иванович Яворский, transl. Simeon Ivanoviche Yavorski; no Uniatismo: Stanislav; 1658, Yavoriv, Voivodia da Rutênia, Comunidade Polaco-Lituana - 27 de novembro (8 de dezembro, de acordo como calendário gregoriano) de 1722, Moscou, Império Russo) foi um bispo da Igreja Ortodoxa Russa. De 7 de abril de 1700 a 27 de novembro de 1722, foi metropolita de Riazã e Murom, de 16 de dezembro de 1701 a 22 de outubro de 1721, lugar-tenente patriarcal, nos anos que precederam a abolição do patriarcado sob Pedro, o Grande. De 22 de outubro de 1721 até sua morte, foi Presidente do Collegium Eclesiástico (Santo Sínodo Governante).

Condenou os pontos de vista e as tendências protestantes na Igreja russa, implantadas por Pedro, o Grande, e Teófanes Prokopoviche. 